# Колымский залив
Колымский залив — залив у юго-восточного берега Восточно-Сибирского моря. Расположен между мысом Крестовский и дельтой Колымы, по которой и назван. Открыт к северу, вдается в материк на 45 км. Ширина у входа 106 км. Глубина от 4 до 9 м.
На берегу бухты тундровая растительность. В южной части в залив впадает река Колыма, образуя обширную дельту с множеством островов, крупнейшие из которых: Каменка, ГУСМП, Сухарный, Столбик, Табышевский, Штормовой. В западной части в залив впадает также река Большая Чуконья, образуя широкое устье. На побережье находятся мысы Большой Чукочий, Малый Чукочий, Кекуры, Толстый, Дыроватый, Лаптева, Обрывистый. Берег преимущественно низменный. Восточнее залива расположены бухты Трояна (Чаячья) и Амбарчик
Покрыт льдом большую часть года. Приливы величиной до 0,2 м, полусуточные.
Залив не следует путать с Колымской губой, менее крупной и расположенной в 330 км к северо-западу.
Административно залив входит в Республику Саха России.